# Mussa angulosa
Mussa angulosa är en korallart som först beskrevs av Peter Simon Pallas 1766.  Mussa angulosa ingår i släktet Mussa och familjen Mussidae. IUCN kategoriserar arten globalt som livskraftig. Inga underarter finns listade i Catalogue of Life.